# Liste der Einträge im National Register of Historic Places im Winneshiek County

Lage des Winneshiek County in Iowa

Die Liste der Einträge im National Register of Historic Places im Winneshiek County in Iowa führt die Bauwerke und historischen Stätten im Winneshiek County auf, die in das National Register of Historic Places aufgenommen wurden.

## Legende
| NRHP | Historic Place    |
| HD   | Historic District |

## Aktuelle Einträge
| [ 2 ] | Name                                          | Bild                                          | Eintragsdatum        | Lage                                                                                  | Ort                      | Beschreibung |
| ----- | --------------------------------------------- | --------------------------------------------- | -------------------- | ------------------------------------------------------------------------------------- | ------------------------ | --- |
| 1     | Birdsall Lime Kiln                            |                                               | 1979 ID-Nr. 79000948 | Northeast of Decorah 43° 18′ 7,8″ N, 91° 46′ 1,8″ W                                   | Decorah                  | 1877 errichteter Kalksteinbruch |
| 2     | Broadway-Phelps Park Historic District        | Broadway-Phelps Park Historic District        | 1976 ID-Nr. 76000813 | West Broadway zwischen Winnebago Street und Park Drive 43° 18′ 1″ N, 91° 47′ 35″ W    | Decorah                  | Stadtviertel mit 33 Wohnhäusern im viktorianischen Stil                                                                                                 |
| 3     | Burr Oak House/Masters Hotel                  | Burr Oak House/Masters Hotel                  | 1983 ID-Nr. 83000410 | State Street 43° 27′ 28″ N, 91° 51′ 56″ W                                             | Burr Oak                 | 1856 errichtetes Hotel; heute Laura Ingalls Wilder Museum                                                                                               |
| 4     | Burr Oak Savings Bank                         | Burr Oak Savings Bank                         | 2001 ID-Nr. 01000857 | 3608 236th Avenue 43° 27′ 30″ N, 91° 51′ 55″ W                                        | Burr Oak                 | 1910 im Italianate-Stil errichtete Bank; heute Museum                                                                                                   |
| 5     | Calmar Passenger Depot                        | Calmar Passenger Depot                        | 2011 ID-Nr. 11000137 | 201 North Maryville Street 43° 11′ 2″ N, 91° 51′ 53″ W                                | Calmar                   | Früherer Bahnhof; heute Museum |
| 6     | Cooley-Whitney House                          | Cooley-Whitney House                          | 1980 ID-Nr. 80001461 | 305 Grove Street 43° 12′ 45″ N, 91° 48′ 3″ W                                          | Decorah                  | 1867 im Italianate-Stil errichtetes Wohnhaus |
| 7     | Decorah Ice Cave                              | Decorah Ice Cave                              | 1978 ID-Nr. 78001269 | Ice Cave Road 43° 18′ 38″ N, 91° 47′ 3″ W                                             | Decorah                  | Seit 1973 unter Schutz der Behörden Iowas stehende Eishöhle                                                                                             |
| 8     | Decorah Municipal Bathhouse and Swimming Pool | Decorah Municipal Bathhouse and Swimming Pool | 2012 ID-Nr. 11001057 | 701 College Drive 43° 18′ 49,1″ N, 91° 48′ 4,6″ W                                     | Decorah                  | |
| 9     | Decorah Woolen Mill                           | Decorah Woolen Mill                           | 2001 ID-Nr. 00001681 | 107 Court Street 43° 18′ 18″ N, 91° 47′ 18″ W                                         | Decorah                  | 1867 errichtete Fabrik |
| 10    | Ellsworth-Porter House                        | Ellsworth-Porter House                        | 1975 ID-Nr. 75000702 | 401 West Broadway 43° 17′ 59″ N, 91° 47′ 48″ W                                        | Decorah                  | 1867 im Italianate-Stil errichtetes Wohnhaus; heute Museum                                                                                              |
| 11    | Fort Atkinson Bridge                          | Fort Atkinson Bridge                          | 1998 ID-Nr. 98000460 | Brücke der 150th Street über den Turkey River 43° 9′ 10,8″ N, 91° 55′ 44,4″ W         | Fort Atkinson            | 1892 errichtete Fachwerkbrücke |
| 12    | Fort Atkinson Historic District               | Fort Atkinson Historic District               | 2013 ID-Nr. 13000036 | 2nd Street und 8th Avenue 43° 8′ 45,2″ N, 91° 56′ 21,7″ W                             | Fort Atkinson            | Von 1840 bis 1853 von der US Army unterhaltenes Fort zur Überwachung der Umsiedlung der Indianer vom Stamm der Ho-Chunk aus Wisconsin; heute State Park |
| 13    | Frankville School                             | Frankville School                             | 1978 ID-Nr. 78001272 | State Street 43° 11′ 20″ N, 91° 37′ 18″ W                                             | Frankville               | 1872 errichtete Schule; heute Museum |
| 14    | Gilliece Bridge                               |                                               | 1998 ID-Nr. 98000464 | Brücke der Cattle Creek über den Upper Iowa River 43° 24′ 53,5″ N, 91° 57′ 31,3″ W    | Bluffton                 | 1874 errichtete Fachwerkbrücke |
| 15    | Highlandville School                          | Highlandville School                          | 2014 ID-Nr. 13001141 | 3499 Highlandville Road 43° 26′ 33,8″ N, 91° 40′ 5,8″ W                               | Decorah                  | 1911 errichtete Zweiklassenschule; heute Museum |
| 16    | Horn House                                    | Horn House                                    | 1977 ID-Nr. 77000568 | Horn Hollow Road 43° 20′ 33″ N, 91° 49′ 32″ W                                         | nordwestlich von Decorah | 1869 im Italianate-Stil errichtetes Wohnhaus |
| 17    | Jacobson Farm                                 | Jacobson Farm                                 | 1982 ID-Nr. 82002645 | Kreuzung von Road W42 und 162nd Street 43° 10′ 20,6″ N, 91° 45′ 54,3″ W               | südöstlich von Decorah   | Um 1850 errichtete Farm |
| 18    | Kinney Octagon Barn                           | Kinney Octagon Barn                           | 1986 ID-Nr. 86003191 | Abseits des US 52 43° 28′ 21″ N, 91° 52′ 4″ W                                         | Burr Oak                 | 1880 errichtete achteckige Rundscheune |
| 19    | Koren Library                                 | Koren Library                                 | 1984 ID-Nr. 84001610 | Campus des Luther College 43° 18′ 37″ N, 91° 48′ 19″ W                                | Decorah                  | 1920–1921 im Stil der Neorenaissance errichtete Bibliothek                                                                                              |
| 20    | Lawrence Bridge                               |                                               | 1998 ID-Nr. 98000462 | Brücke der 330th Avenue über den Little Turkey River 43° 4′ 58″ N, 92° 3′ 8″ W        | Jackson Junction         | 1880 errichtete Fachwerkbrücke; für den Durchgangsverkehr geschlossen                                                                                   |
| 21    | Locust School                                 | Locust School                                 | 1978 ID-Nr. 78001270 | Locust Road 43° 25′ 14″ N, 91° 43′ 22″ W                                              | Pleasant Township        | 1854 errichtete Schule; heute Museum |
| 22    | Luther College Farm                           | Luther College Farm                           | 1979 ID-Nr. 79000949 | Campus des Luther College 43° 19′ 4″ N, 91° 48′ 5″ W                                  | Decorah                  | 1868 angelegte Farm |
| 23    | Norris Miller House                           | Norris Miller House                           | 1976 ID-Nr. 76000814 | 118 North Mill Street 43° 18′ 15″ N, 91° 46′ 46″ W                                    | Decorah                  | 1856 errichtetes Wohnhaus; heute Teil des Vesterheim Norwegian-American Museum                                                                          |
| 24    | Ossian Opera House                            |                                               | 1979 ID-Nr. 79000950 | Main Street 43° 8′ 41″ N, 91° 45′ 53″ W                                               | Ossian                   | 1893 errichtetes Theater |
| 25    | Painter-Bernatz Mill                          | Painter-Bernatz Mill                          | 1974 ID-Nr. 74000816 | 200 North Mill Street 43° 18′ 36″ N, 91° 47′ 20″ W                                    | Decorah                  | 1851 errichtete Mühle; heute Museum |
| 26    | Steyer Bridge                                 | Steyer Bridge                                 | 1983 ID-Nr. 83000411 | Oneata Road 43° 17′ 54″ N, 91° 48′ 40,1″ W                                            | Decorah                  | 1875 errichtete steinerne Bogenbrücke |
| 27    | Steyer Opera House                            | Steyer Opera House                            | 1980 ID-Nr. 80001462 | 102-104 West Water Street 43° 18′ 12″ N, 91° 47′ 21″ W                                | Decorah                  | 1870–1875 errichtetes Theater |
| 28    | Wenzil Taylor Building                        | Wenzil Taylor Building                        | 1979 ID-Nr. 79000951 | Main Street 43° 12′ 20″ N, 91° 57′ 13″ W                                              | Spillville               | 1871 im Italianate-Stil errichtetes Kaufhaus |
| 29    | Ten Mile Creek Bridge                         |                                               | 1998 ID-Nr. 98000466 | Brücke der Happy Hollow Road über den Ten Mile Creek 43° 17′ 15,9″ N, 91° 45′ 40,4″ W | Decorah                  | 1895 errichtete Fachwerkbrücke |
| 30    | Upper Bluffton Bridge                         |                                               | 1998 ID-Nr. 98000458 | Brücke der Ravine Road über den Upper Iowa River 43° 24′ 10,5″ N, 91° 54′ 48,4″ W     | Bluffton                 | 1878 errichtete Fachwerkbrücke |
| 31    | Washington Prairie Methodist Church           | Washington Prairie Methodist Church           | 1980 ID-Nr. 80001463 | Southeast of Decorah 43° 14′ 17″ N, 91° 44′ 38″ W                                     | Decorah                  | 1863 errichtetes Kirchengebäude |

## Frühere Einträge
| [ 2 ] | Name                                           | Bild                                           | Eintragsdatum        | Lage                                                                           | Ort        | Beschreibung |
| ----- | ---------------------------------------------- | ---------------------------------------------- | -------------------- | ------------------------------------------------------------------------------ | ---------- | --- |
| 1     | Big Stone Mills                                | Big Stone Mills                                | 2009 ID-Nr. 09000516 | 113 North Main Street 43° 12′ 26,6″ N, 91° 57′ 2,6″ W                          | Spillville | Im Jahr 2011 abgerissen und drei Jahre später aus dem Register gestrichen                                                |
| 2     | Clarksville Diner                              |                                                | 1993 ID-Nr. 93001356 | 504 Heivly Street 43° 17′ 35,5″ N, 91° 55′ 21,4″ W                             | Decorah    | 2002 aus dem Register gestrichen                                                                                         |
| 3     | Decorah East Side Elementary and Middle School | Decorah East Side Elementary and Middle School | 1998 ID-Nr. 98001204 | 210 Vernon Street 43° 18′ 0,3″ N, 91° 47′ 18″ W                                | Decorah    | 2008 aus dem Register gestrichen                                                                                         |
| 4     | Freeport Bowstring Arch Bridge                 | Freeport Bowstring Arch Bridge                 | 1984 ID-Nr. 84001407 | Brücke über den Upper Iowa River 43° 17′ 25,7″ N, 91° 45′ 35,9″ W              | Freeport   | 1878 errichtete Fachwerkbrücke; 1992 an abgebaut und an einen anderen Ort verbracht und 2008 aus dem Register gestrichen |
| 5     | Turkey River Bridge                            |                                                | 1998 ID-Nr. 98000468 | Brücke der Little Church Road über den Turkey River 43° 5′ 6″ N, 91° 53′ 38″ W | Festina    | 1873 errichtete Fachwerkbrücke; 2010 abgerissen und aus dem Register gestrichen                                          |